# Bibai
Bibai (美唄市?, Bibai-shi) è una città che ricade sotto la giurisdizione della sottoprefettura di Sorachi. È situata nella zona centrale della prefettura di Hokkaidō, in Giappone.